# Проєкт Х: Дорвались
Проєкт X — це американська кінокомедія 2012 режисера Німи Нурізаде, написана Майклом Бакалем і Меттом Дрейком. У фільмі три друга — Томас (Томас Манн), Коста (Олівер Купер) та Дж. Б. (Джонатан Деніел Браун), які планують стати популярними, зробивши вечірку, однак, план швидко вирвався з-під їхнього контролю.
Назва Проєкт X спочатку була створена як виробнича назва, але її зберегли як назву фільму. Для відшукання нових талантів було проведено загальнонаціональний кастинг. Більшість акторів були знайдені за допомогою цього кастингу, але деякі з попереднім акторським досвідом, такі як Манн, були прийняті після кількох прослуховувань. Зйомки пройшли в Лос-Анджелесі, штат Каліфорнія, протягом п’яти тижнів за бюджетом у розмірі 12 мільйонів доларів США. Фільм представлений як псевдодокументальний домашній відеоматеріал з точки зору учасника, який використовує камеру для документування нічних подій.
Проєкт Х вийшов у Сполучених Штатах, Канаді та Великій Британії 2 березня 2012 року, і за весь час зібрав понад 100 мільйонів доларів США . Критика зосереджена на «ненависній» поведінці головних персонажів, сприйнятті мізогінії та ігноруванні наслідків вживання наркотиків. Інші критики вважали його смішним та захоплюючим.

## Сюжет
У травні 2011 року в Північній Пасадені двоє учнів старших класів Коста і Джей Бі вирішили влаштувати вечірку для свого друга Томаса в честь його дня народження. Батьки Томаса виїхали на вихідні і залишили його одного вдома, веліли йому не приводити додому багато людей і не чіпати батьківський Мерседес. Томас не хотів проводити вечірку у себе вдома, боячись, що його батьки про все дізнаються, але його друг Коста не став слухатися Томаса і продовжував дотримуватися свого плану. Хлопець на ім'я Декс знімає все, що відбувається на камеру. Коста відправив всій школі смс про вечірку у Томаса, в той час Томас запросив найпривабливішу дівчину в школі.
Томас, Коста, Джей Бі і Декс відправляються за покупкою марихуани на мінівені (який йому подарувала на честь дня народження мама) до одного торговця наркотиками на прізвисько Ти-Рік. Поки Ти-Рік ходив за травою, Коста краде у нього порцелянового гнома, щоб зробити його символом майбутньої вечірки. Ти-Рік, виявивши втрату гнома, погнався за ними, але вони змогли втекти. Настала ніч, і повинна була початися вечірка, проте ніхто не прийшов, Томас став хвилюватися, що вечірка не вдасться, але раптом на вечірку починають приходить десятки людей. Томас спочатку намагається обмежити натовп заднім двором біля басейну, але народ продовжує прибувати на вечірку, і гулянка вихлюпується в сам будинок і на проїжджу частину. Організатори втрачають контроль над тим, що відбувається. Томас запитує у Кости, кому він говорив про вечірку. Коста відповідає, що розмістив оголошення на сайті Craigslist і оголосив про майбутню вечірку на місцевому радіо, боячись, що ніхто не прийде.
Під час веселощів актор Майлз Теллер розбиває символ вечірки, порцелянового гнома, і в ньому виявляється велика кількість таблеток екстазі, які швидко розмів натовп. У поліцію надходить безліч скарг на шум. На місце прибувають патрульні, але натовп замовкає, переконавши тим самим поліцейських, що вечірка закінчилася. Але після відходу поліції все триває. Томас, напившись, цілує свою давню подругу Кірбі і каже їй, що любить її. Алексіс протягом всієї вечірки намагається спокусити Томаса, і їй вдається затягнути його в спальню, де вона роздягається і починає його цілувати. Вони лягають на ліжко, і в цей момент в кімнату входить Кірбі. Заставши парочку голими, Кірбі образилася і втекла, Томас намагається її наздогнати і порозумітися. Тим часом карлик заїжджає на батьківській машині Томаса в басейн, бажаючи помститися таким чином за те, що хлопці засунули його в духовку.
Повертається поліція і дуже сильно дивується кількості гостей, вони просять всіх мирно розійтися, але натовп починає закидати поліцію пляшками з-під випивки, і поліцейські звуть підмогу. Прилітає телевізійний вертоліт і транслює все, що відбувається в прямому ефірі. На підмогу поліції прибуває загін спецназу, який закидає натовп димовими і світло-шумовими гранатами. Раптово на вечірку заявляється Ті-Рік, озброєний вогнеметом, намагаючись повернути свого гнома. У пошуках Кости він починає підпалювати дерева і машини, змушуючи гостей бігти з вечірки. Спецназ стріляє по ньому гумовими кулями, але вони не пробивають броню, тому спецназ переходить на бойову зброю і потрапляє в балони, які вибухають від пошкоджень, при цьому підпалюючи все навколо. Томас, Коста, Джей Бі і Декс тікають разом з рештою натовпом, так як будинок Томаса загорівся, а вогонь поширюється на околиці.
До ранку друзі розходяться по домівках. Батьки, повернувшись додому після багатьох дзвінків від розлючений сусідів, дізнаються про подію. Батько Томаса дуже злий. Він стоїть з сином біля басейну, з якого витягують його улюблену машину, і каже Томасу, що його чекало чудове майбутнє в коледжі, але тепер всі гроші, відкладені на його коледж, підуть на покриття завданих збитків. Батько питає: «І хіба коштувала одна ніч всього цього?», Але син відповідає, що провів ніч незрівнянно. Потім він заспокоюється і питає Томаса про кількість людей, що побували на вечірці, на що Томас відповідає: «Не знаю, може тисячі півтори або навіть дві». Батько каже Томасу: «Не думав, що ти на таке здатний, я завжди думав, що ти невдаха».
Томас приїжджає в школу на згорілому мінівені, де його зустрічають Коста, Джей Бі і Декс. У цей момент з'ясовується, що у Декса пропали батьки, а живе він один. Вони заходять до школи і учні зустрічають їх бурхливими оваціями, Томас бачить Кірбі, але вона посміхається і йде, він наздоганяє її і просить вибачення. Кірбі прощає його.
У випуску телевізійних новин розповідають про подальшу долю героїв, де в інтерв'ю телеканалу на запитання: «Чи не хочете ви вибачитися?» Коста просить репортерку надіти що-небудь облягаюче і запрошує її на наступну вечірку.

## В ролях
| Актор                 | Роль                     |
| --------------------- | ------------------------ |
| Томас Манн            | Томас Каб                |
| Олівер Купер          | Коста                    |
| Джонатан Деніел Браун | Джей Бі                  |
| Декс Флейм            | Декс оператор            |
| Кірбі Блісс Блентон   | Кірбі подруга Томаса     |
| Брейді Хендер         | Еверетт охоронець        |
| Нік Нервіс            | Тайлер охоронець         |
| Алексіс Кнапп         | Алексіс                  |
| Майлз Теллер          | Майлз                    |
| Пітер Маккензі        | містер Каб батько Томаса |
| Кейтлін Далані        | місіс Каб мати Томаса    |
| Роб Еворс             | Роб сусід Томаса         |
| Рік Шапіро            | Ті-Рік наркодилер        |
| Мартін Клебба         | розлючений карлик        |
| Піт Гарднер           | батько на вечірці        |
| Брендан Міллер        | Брендан                  |
| Джиммі Кіммел         | репортер (камео)         |
| Джилліан Рейнольдс    | репортерка (камео)       |

## Виробництво

### Розвиток
Продюсер Тодд Філліпс описав фільм як експеримент, після того, як виконавчий продюсер Алекс Хайнеман представив базову концепцію команді виробництва та попросив їх розповісти про пам'ятні вечірки, на яких вони були присутні, або про які чули. Сценарист Майкл Беколл з'єднав ці розповіді в історію, яка проходила впродовж однієї ночі з метою створення «найкрутішої вечірки всіх часів у середній школі». Беколлу і Дрейку було дозволено робити із сценарієм все, що заманеться, хоча Беколл зізнався: «Я був ботаніком у старших класах, тому я ніколи не робив нічого подібного, що відбувалося в фільмі». В загальному Беколл працював над сценарієм вночі, одночасно працюючи над сценаріями Мачо і ботан та Скотт Пілігрим проти світу.
Раніше Німа Нурізаде працював над створенням музичних та рекламних роликів, але він привернув увагу продюсерів за його режисерську роботу над серією рекламних роликів Adidas з партійними темами. Нурізаде пояснив виробникам, як він хотів би розробити сценарій і як він хоче, щоб фільм виглядав, і його в кінцевому підсумку привезли з Лондона до Лос-Анджелеса, гадаючи, що це займе два тижні, але розтягнулось на два роки. Філліпс вважав, що інтерпретація фільму Нурізаде збігається з його баченням, впливаючи на рішення найняти Нурізаде в його дебютному художньому фільмі.

### Кастинг
Щоб створити враження, що події Проєкту Х справді відбулися, виробники вирішили не наймати відомих акторів, а знайти абсолютно нових. Філіпс заявив, що метою відкритого заходу було виставити «невідомих акторів» та "справжніх людей всіх етнічних ознак ", яким, як правило, не був даний шанс знятися у фільмі. Філіпс вирішив створити загальнонаціональний кастинг, який дозволить будь-якому жителю Сполучених Штатів віком від 18 років прослухати для Проєкту Х через спеціально створений вебсайт. Артистам потрібно було надати відео про себе, в яких вони повинні були розказати незручні чи смішні історії, або танцювати. Тим не менш, традиційний кастинг все ще використовувався, щоб дозволити акторам з невеликою кількістю професійного акторського досвіду прослуховуватися. Акторам було дозволено придумувати будь-які притаманні їм риси їхнім персонажам, у тому числі в кількох випадках, їхні власні імена. На кастингу на основні три ролі, було уникнуто сольне прослухування, а замість цього група з трьох акторів прослуховувалась разом, замінюючи різних акторів, щоб побачити, яка група працювала найкраще разом.
Кастинг низькопрофесійних акторів сприяло збереженню бюджету виробництва на низькому рівні, уникаючи більшої заробітної плати, яка виплачується зіркам. Щоб підготуватися до ролі і створити правдоподібну дружбу між головними героями, Браун, Купер і Манн були відправлені разом в Діснейленд і провели там вихідні.

## Саундтрек
Project X (Original Motion Picture Soundtrack) був випущений на iTunes та на CD 28 лютого 2012 року WaterTower Music. У альбомі є 13 композицій, які можна почути впродовж всього фільму, з піснями Кіда Каді, D12, Nas, та Pusha T.
Платівка пробула вісімнадцять тижнів на Billboard 200 в США, де вона досягла піку на дванадцятому місці. Альбом досяг п'ятого позиції в Top Digital Albums, номер один у Top Soundtracks та Top Independent Albums, та третьої позиції — у Top Rap Albums та Top R&B/Hip-Hop Albums. Він також містився на Canadian Albums Chart під номером вісім, Schweizer Hitparade на номері сімдесят три, а також на Французькій національній профспілці виробників фонограм на двадцятому місці, У США альбом став номером 6, який продає саундтрек альбоми до фільмів 2012 року, який продали близько 217 000 штук.
| Project X (Original Motion Picture Soundtrack) | Project X (Original Motion Picture Soundtrack) | Project X (Original Motion Picture Soundtrack) | Project X (Original Motion Picture Soundtrack) |
| #                                              | Назва                                          | Виконавець                                     | Тривалість                                     |
| ---------------------------------------------- | ---------------------------------------------- | ---------------------------------------------- | ---------------------------------------------- |
| 1.                                             | «Trouble on My Mind»                           | Pusha T (feat. Tyler, the Creator)             | 2:04                                           |
| 2.                                             | «Bitch Betta Have My Money»                    | AMG                                            | 3:16                                           |
| 3.                                             | «Tipsy (Club Mix)»                             | J-Kwon                                         | 4:03                                           |
| 4.                                             | «Candy»                                        | Far East Movement (feat. Pitbull)              | 3:58                                           |
| 5.                                             | «Ray Ban Vision»                               | A-Trak                                         | 3:35                                           |
| 6.                                             | «Le Disko (Boys Noize Fire Mix)»               | Shiny Toy Guns                                 | 5:55                                           |
| 7.                                             | «Nasty»                                        | Nas                                            | 3:04                                           |
| 8.                                             | «Pursuit of Happiness (Steve Aoki Remix)»      | Кід Каді                                       | 6:13                                           |
| 9.                                             | «Heads Will Roll (A-Trak Remix)»               | Yeah Yeah Yeahs                                | 6:23                                           |
| 10.                                            | «Pretty Girls (Benny Benassi remix)»           | Wale                                           | 4:13                                           |
| 11.                                            | «The Next Episode»                             | Dr. Dre & Snoop Dogg                           | 2:42                                           |
| 12.                                            | «Fight Music»                                  | D12                                            | 4:21                                           |
| 13.                                            | «Wild Boy (Ricky Luna Remix)»                  | Machine Gun Kelly                              | 4:08                                           |
| 53:55                                          |                                                |                                                |                                                |

## Прем'єра
Проєкт X провів свою світову прем'єру 29 лютого 2012 року у Китайському театрі TCL в Голлівуді, після чого відбулася вечірка з виступами Кіда Каді, Tyler, The Creator і The Hundred in the Hands.
Прем'єра фільму була запланована на листопад 2011 року, але в серпні того року дату було перенесено на чотири місяці на березень 2012 року. Фільм вперше отримав широкий реліз 1 березня 2012 р. В Австралії, а потім 2 березня 2012 р. відбувся в США та Канаді

## Збори
За весь час фільм зібрав $54.7 мільйонів в Північній Америці та $48 мільйонів в інших частинах світу і загалом $102.7 мільйони з бюджетом $12 мільйонів.
Фільм відкрився на суму 1,2 мільйона доларів США опівночі із 1003 кінотеатрами в США та Канаді. Впродовж прем'єрного дня реліз фільму було розширено до 3055 кінотеатрів, де він зібрав в загальному $8,2 мільйони, включаючи збори за ніч. Кінець прем'єрного тижня показав, що фільм зібрав $21 мільйони, закінчивши на другому місці в прокаті. Проєкт X був дуже популярний серед чоловіків та молоді: 58 % відвідувачів у прем'єрний період були чоловіки та 67 % були люди молодші 25 років.
За межами Північної Америки фільм мав найуспішніші прем'єрні вихідні у Франції ($ 3,8 млн.), Австралії ($ 1,3 млн.) та Німеччині ($ 1,2 млн.). Ці країни також мали найбільший загальний валовий заробіток, у Франції — 15 млн, в Австралії — 4,4 млн, в Німеччини — 4,3 млн.